# Sint-Martinuskerk (Aalst)
De Sint-Martinuskerk is een rooms-katholieke kerk, gelegen in de Belgische stad Aalst (provincie Oost-Vlaanderen).
Zij was tot de bouw van de Sint-Jozefkerk in 1868 de enige Aalsterse parochiekerk. De kerk is sinds 1946 beschermd als monument.

## Architectuur
De kerk is opgetrokken in late Brabantse gotiek en bevat vele kunstwerken, waaronder een kruisweg van Jozef Meganck en ook een schilderij van Sint-Martinus, de patroonheilige van Aalst, die zijn mantel aan een bedelaar schonk. Ook hangt er De Pestlijders (erkend als Vlaams Topstuk/ Vlaamse Meesters in Situ), een barokschilderij van Rubens.

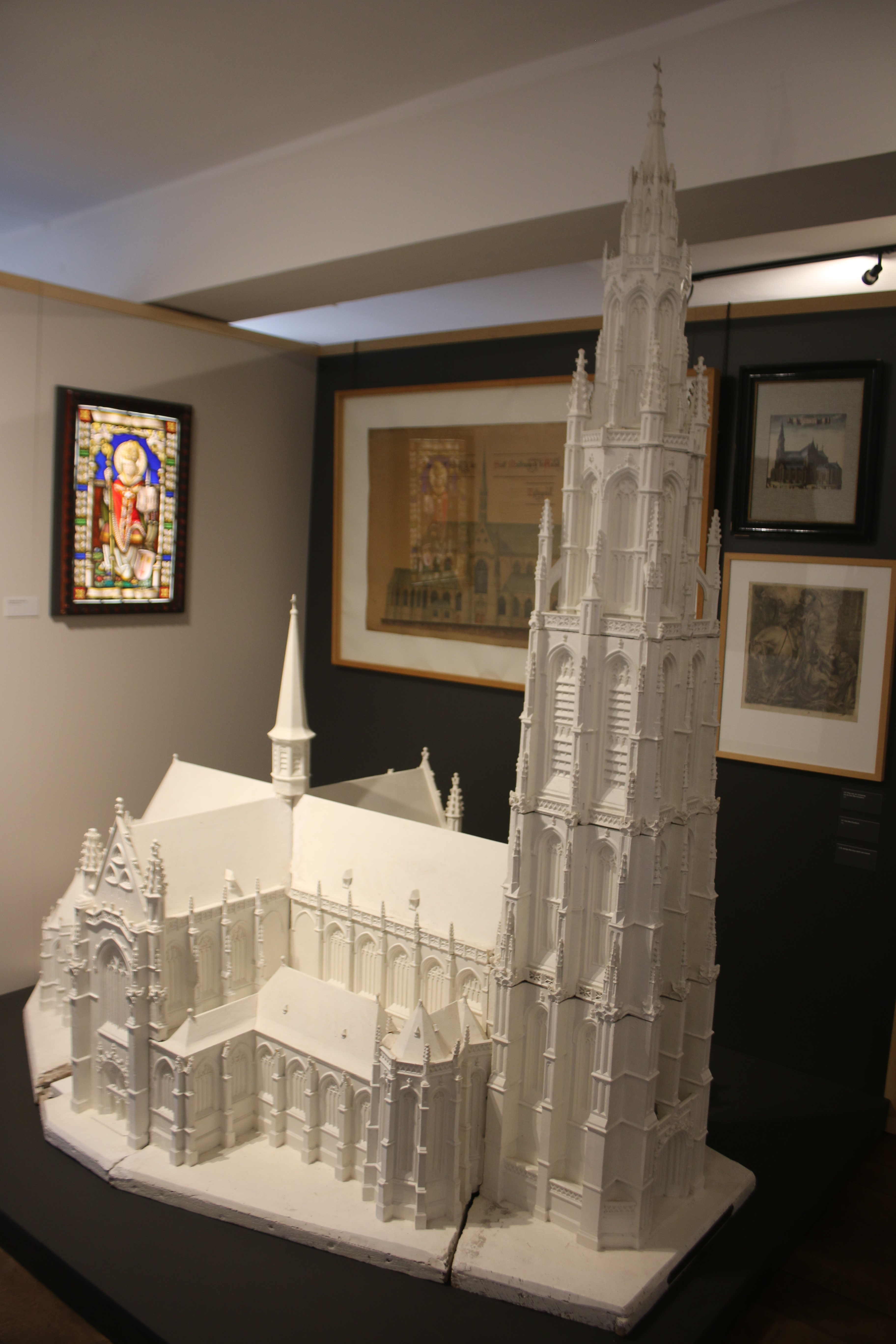
Hoe de Sint-Martinuskerk er oorspronkelijk uit ging zien.

## Geschiedenis

### Voorgeschiedenis
De exacte stichtingsperiode van de eerste parochiekerk te Aalst is niet bekend. De oudste schriftuur vermeldt een kerk in Aalst in 1183. Dit betrof echter niet de huidige Sint-Martinuskerk. Deze is immers opvolger van een vorige -bescheiden en te klein geworden- Sint-Maartenskerk in romaanse of gotische stijl.
De actuele Sint-Martinuskerk moest bij de aanvang van de bouw in 1480 of 1481 aan de huidige Hopmarkt komen. Aanvankelijk verliep de bouw gunstig, maar door omstandigheden werd het uiteindelijk in vier fasen uitgevoerd.

### De bouw (1480-1664)
De naam van de bouwmeester naar wiens plannen de eerste werken uitgevoerd werden, is niet meer met zekerheid te achterhalen. Wel staat vast dat de eerst vermelde bouwmeester Jan van der Wouwe was, die met de straalkapellen achter het koor was begonnen. In zijn voetspoor trad Herman I de Waghemakere (de Oudere), die er werkte tussen 1489 en circa 1500, en de kerk verder uitbouwde in de stijl van de Brabantse gotiek. Deze befaamde architect werkte onder meer ook aan de historische Sint-Jacobskerk te Antwerpen.
In 1485 brak de pest uit, met vanzelfsprekend een negatieve invloed op de bouwactiviteiten als gevolg.
De tweede fase werd vanaf 1527onder leiding van bouwmeester Laurens II Keldermans uitgevoerd, die zich op het zuidelijke deel van het transept richtte. Jan Mourman deed het noordelijk transept. In de 16e eeuw, omstreeks 1570, werden de werken onderbroken ingevolge de godsdiensttroebelen waaronder de Beeldenstorm, alsook de Nederlandse Opstand.
Na deze ellende begon anno 1595 de derde fase gedurende welke de aangebrachte schade hersteld werd, en waarna de in aanbouw zijnde delen (met name het noordelijke transept) verder afgewerkt werden naarmate de geldelijke middelen beschikbaar waren. Deze fase zou ruim vijftig jaar duren.
De laatste bouwfase (1650 tot 1664) was onder leiding van Gheeraert Spillebout en Gillis Negheleput, die de kerk met een bakstenen westergevel afwerkten.
De werken - begonnen in 1480 - hadden uiteindelijk 180 jaar geduurd, maar wegens geldnood groeide de kerk nooit tot de verhoopte dimensies. Anno 1655 tekende Tobias Oosterlinck nog plannen voor een gotische toren aan de kant van de Grote Markt. Deze zou hoger reiken dan eender welke kathedraaltoren in België, maar die plannen werden nooit gerealiseerd.

### Negentiende eeuw
De gekende Aalsterse priester Adolf Daens (1839- 1907) deed in deze kerk zijn Eerste Communie en droeg er na zijn wijding zijn eerste mis op. Op het einde van zijn leven deed hij er dagelijks de kruisweg en na zijn overlijden werd hier zijn rouwdienst gelezen, evenwel zonder gezangen.

### Twintigste eeuw
De twee wereldoorlogen hadden weinig gevolgen voor de Sint-Martinuskerk, maar de brand van 29 maart 1947 des te meer. Op die datum in de namiddag, sloeg de brand door het dak. Waarschijnlijk had die zeer lang (een week?) gesmeuld. Dit was het begin van een grote verwoesting die belangrijke herstellingswerken noodzakelijk maakte.
In het verleden bevatte de kerk heel wat meesterwerken, maar zowel tijdens de Spaanse, Franse als Hollandse overheersing werden deze geroofd. Niettemin hebben de Aalstenaars het werk 'De Heilige Rochus en de Pestlijders' van Peter Paul Rubens, weliswaar na teruggave door de Fransen, kunnen behouden. Gedurende de Eerste Wereldoorlog werd Rubens schilderij nog eens van een wisse verlies door vernietiging dan wel roof gered door adequaat handelen van Franz Callebaut, toen voorzitter van de Aalstersche Kunstkring. Ook bij de kerkbrand hebben enkele Aalstenaars dit werk uit het brandende gebouw gered.

### 21e eeuw
De Sint-Martinuskerk ondergaat in de periode 2003 tot 2027 een restauratie in tien fasen, die door de Vlaamse Overheid en het Aalsters Stadsbestuur gefinancierd wordt.
In 2019 is een barokke beeldengroep van Sint-Maarten teruggeplaatst die sinds 1901 uit de kerk was verwijderd. De groep toont de Romeinse officier Martinus te paard terwijl hij met zijn zwaard zijn mantel in twee snijdt om te geven aan twee schamel geklede bedelaars. De groep, in witgeschilderd lindenhout, is ontworpen door Erasmus Quellinus II en uitgevoerd door de schrijnwerker Peter du Can en de beeldhouwer Jean Baptiste de Vree.

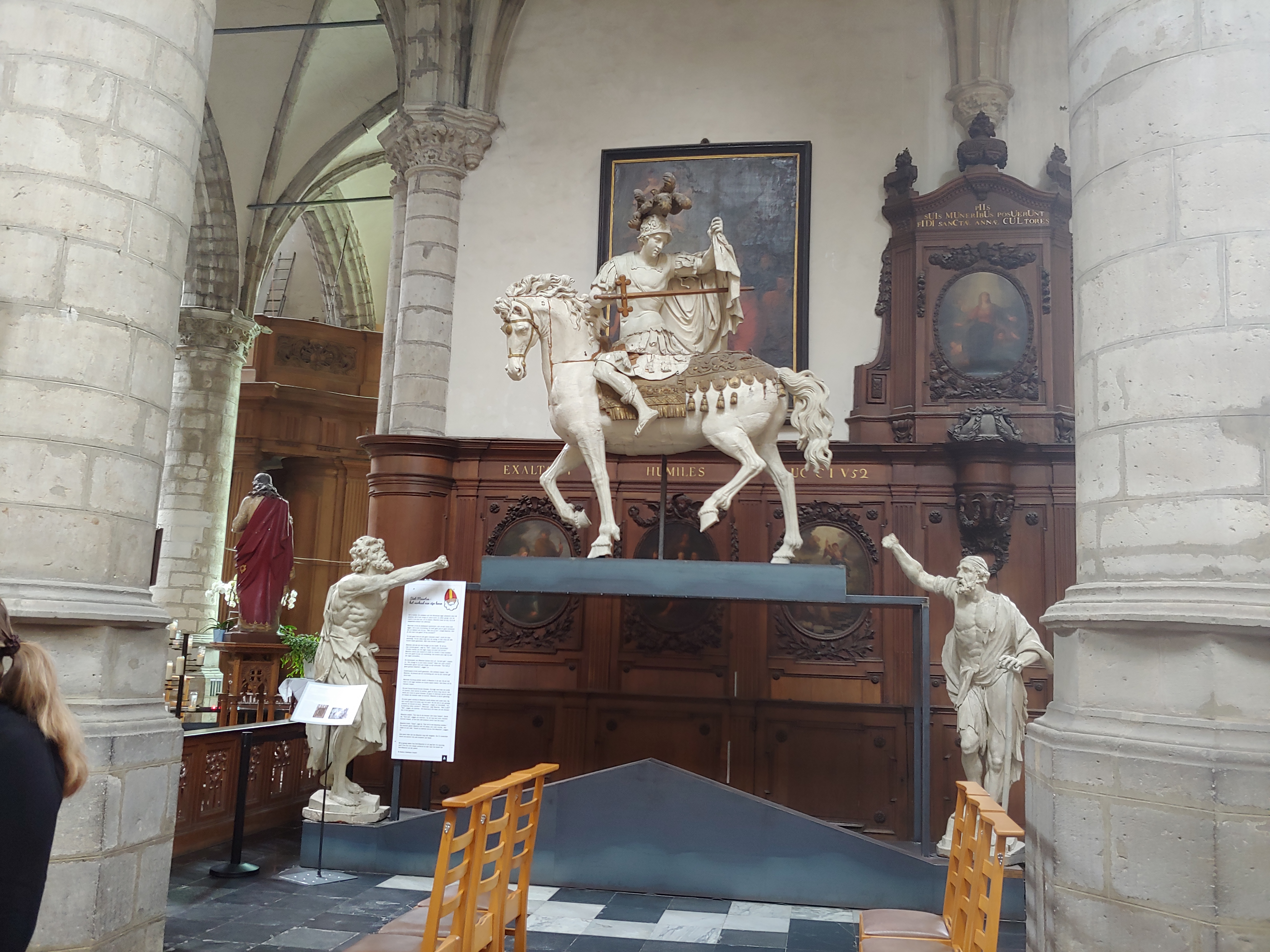
Standbeeld Sint Maarten.

Boven de sacramentstoren werd in 2021 een tekst blootgelegd uit 1604.

## Interieur

### Schip
De kerk bestaat uit een driebeukig schip, een tweebeukige kruisbeuk wat zeldzaam voorkomt, en een koor met koorommegang. Zowel in de koorommegang als in de zijbeuken, zijn kapellen gebouwd.
Op enkele gewelven kan men nog oorspronkelijke schilderingen ontwaren.

### Koor
Bij een rondgang door de kerk valt de zeldzame sacramentstoren op, die door Jeroom Duquesnoy de Oudere (uit Brussel) gebouwd werd in 1604.
Het hoofdaltaar dat in gebruik was vóór de hervormingen van het Tweede Vaticaans Concilie, is zeer fijn afgewerkt, en gans in het bijzonder het antependium Aanbidding door de Drie Koningen dat in 1777 gebeeldhouwd werd door F.J. Janssens.

### Kapellen

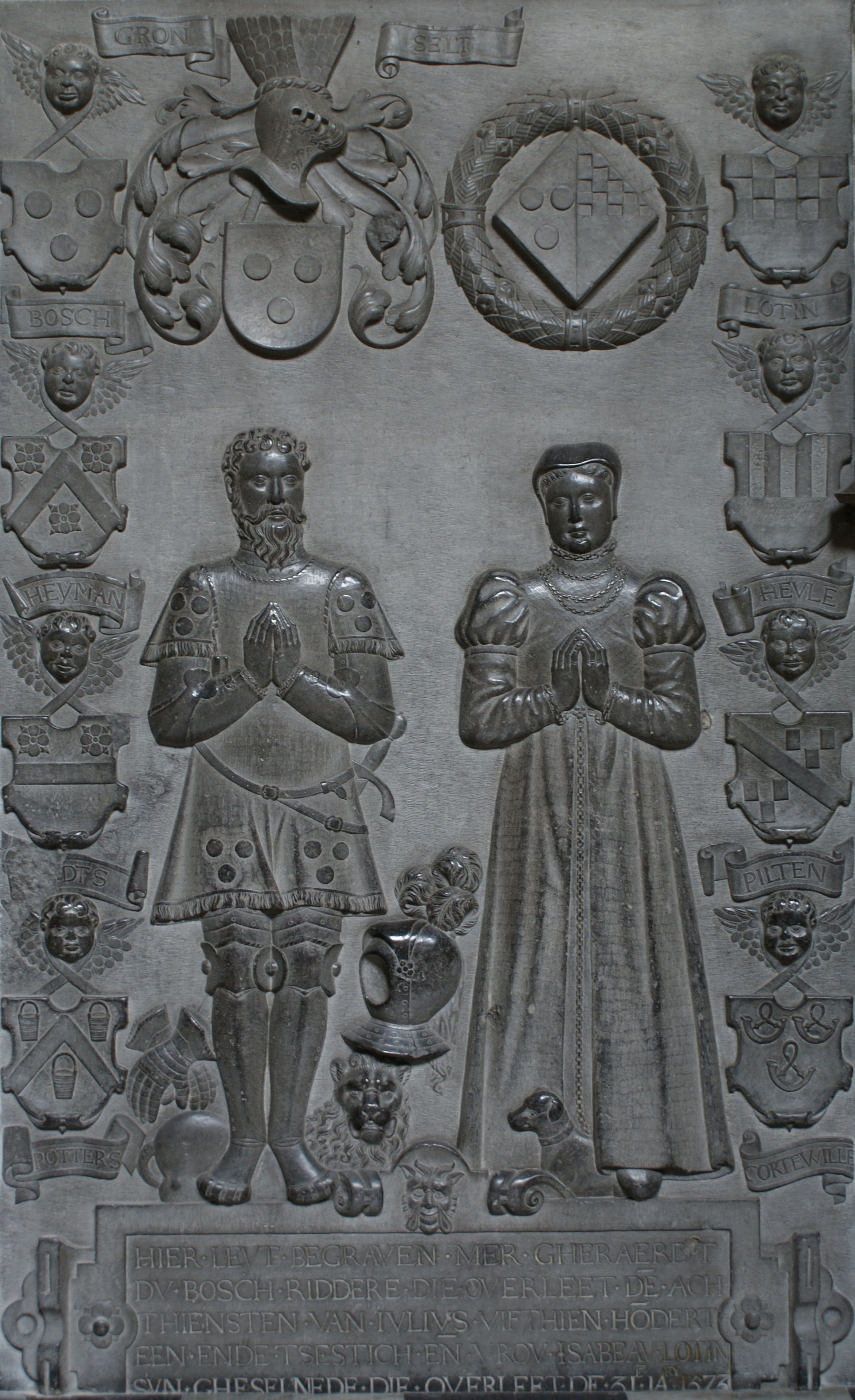
Grafmonument van Ridder Du Bosch en Isabeau Lotin

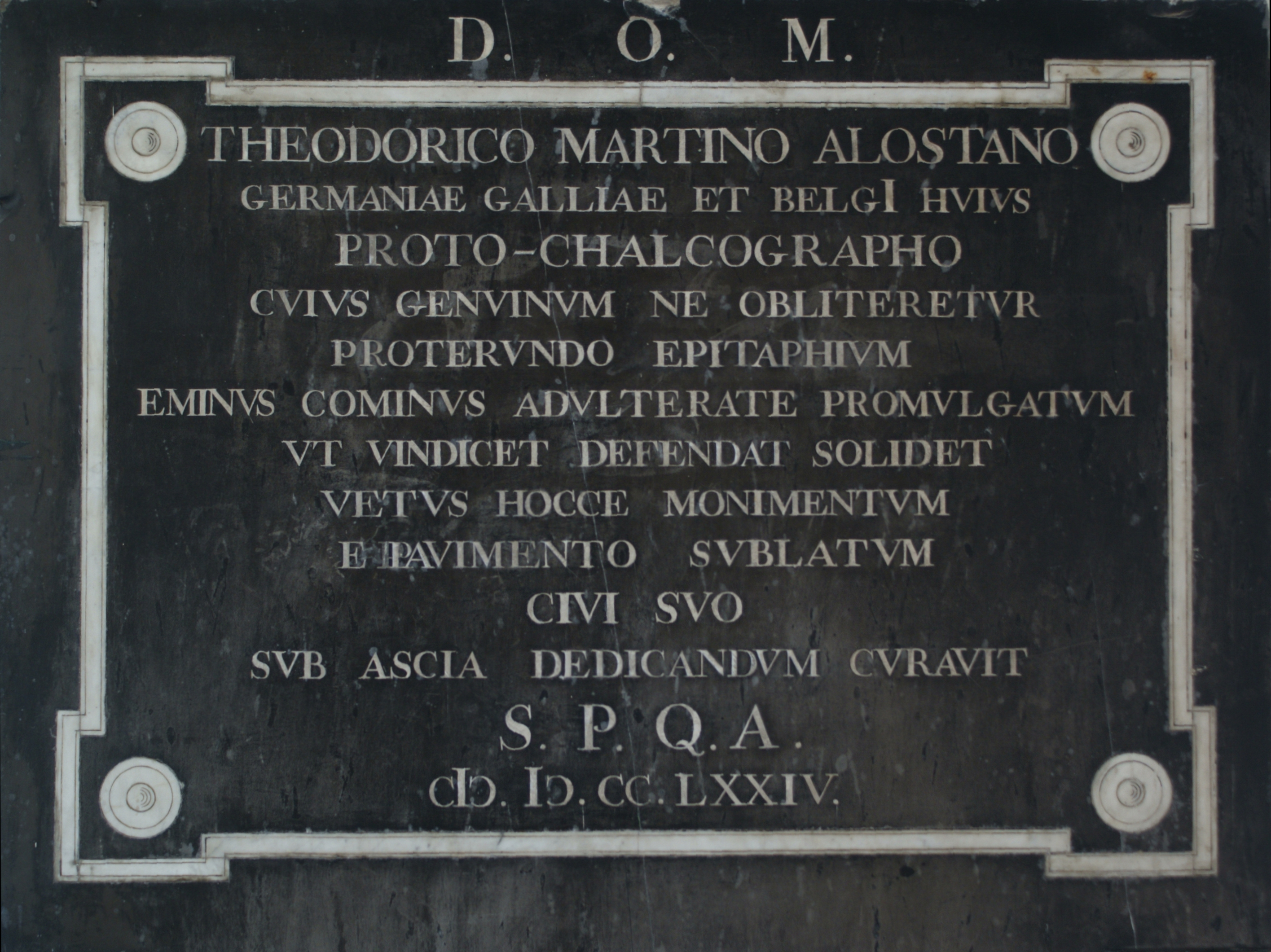
Gedenksteen voor Dierick Martens (Anno 1774)

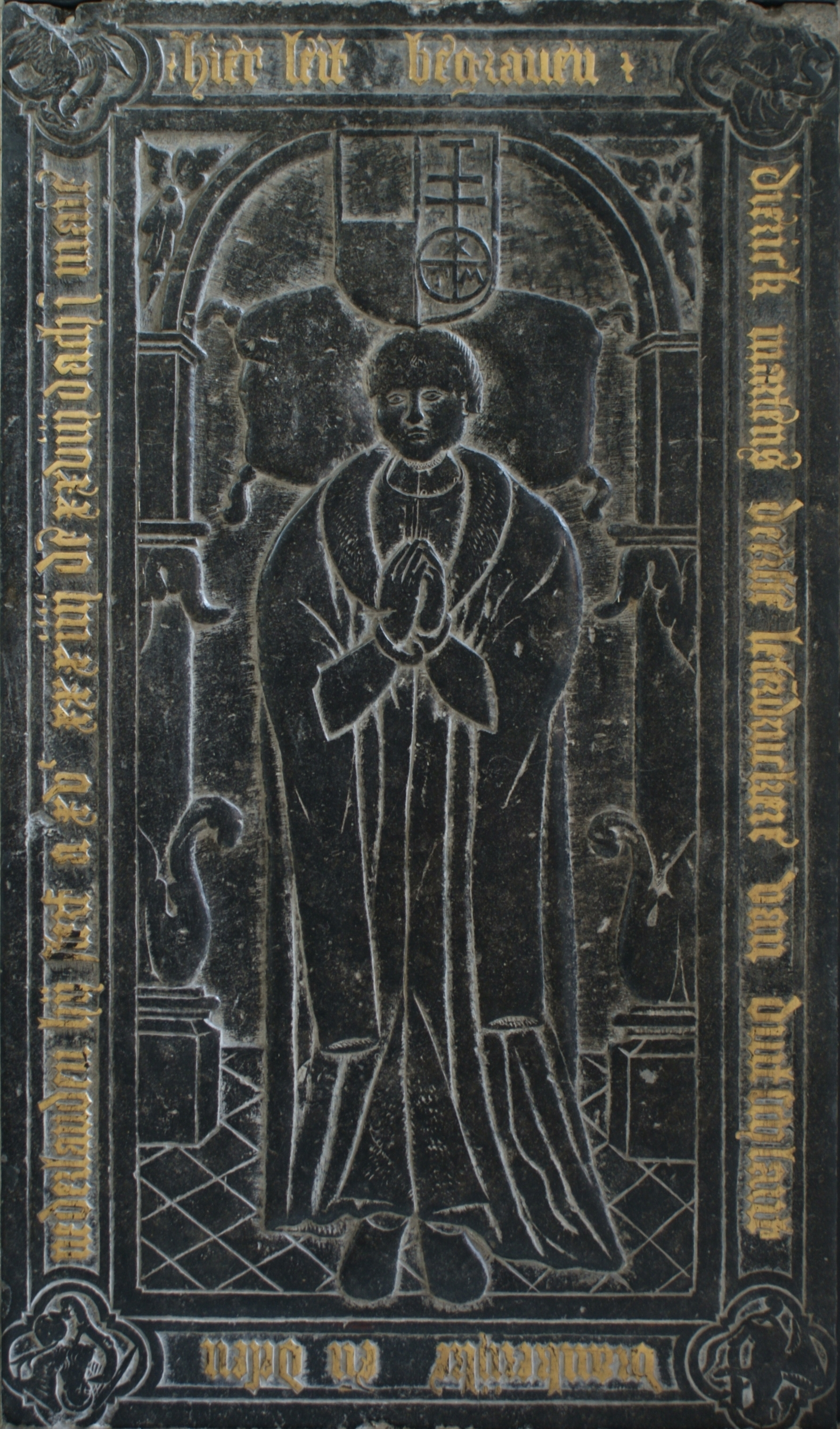
Grafmonument van Dierick Martens (Anno 1534)

Zeer opmerkelijk is de kapel van de H. Aloysius van Gonzaga waarin een eikenhouten altaar staat, door Marten Mattelet (uit Namen) gebouwd in 1773. Deze kapel is verfraaid met een schilderij uit 1856 van de hand van de Aalsterse kunstschilder Jozef Meganck (° 1807 †1891) die ook de kruisweg schilderde.
Het zijaltaar van Sint-Antonius (Abt) is uitgerust met een houten retabel gebouwd door Robert Van Caelenbergh (Aalst) (1911).
De biechtstoelen zijn gebouwd tussen 1739 en 1775.
Destijds (vóór 1782) was het gebruikelijk dat personen in de kerk ter aarde werden besteld.
- Zo was de kapel van O.-L.-Vrouw van Zeven Weeën de begraafplaats van de familie De Ruddere. Een hek uit smeedijzer, getooid met het familiewapen, bakent deze kapel af.
- In de Sint-Jozefskapel ziet men het indrukwekkende grafmonument van Ridder Gheraerdt du Bosch († 18 juli 1561) en van zijn echtgenote Isabeau Lotin († 31 januari 1573). Gheraerdt du Bosch was in 1532 hoogbaljuw van het "Land van Aelst" en bewoonde het kasteel van Overhamme. Aan de voet van het grafmonument leest men: "Hier leyt begraven Mer Gheraerdt Du Bosch, Riddere, die overleet den achthiensten van iulius vifthien hondert een ende tsestich en vrou Isabeau Lotin, syn gheselnede die overleet de 31-en ianuary 1573".
- Een ander opmerkelijk grafmonument bevindt zich in een straalkapel van de koorommegang. Het betreft de grafzerk van de gekende Aalstenaar Dierick Martens[8] († 28 mei 1534). In vergulde letters leest men op zijn grafsteen: "Hier leit begraven Dierick Martens deerste letterdruckere van duitschlant frankeryke ende desen nederlanden hij sterf a° XVc XXXIIII den XXVIII dach in maie".

Deze grafzerk lag aanvankelijk in de kerk van de Wilhelmieten (ook genaamd: Sterheren) te Aalst en werd later rechtop gezet (1774). De orde der Wilhelmieten werd in 1784 opgeheven. Als gevolg daarvan werd de zerk overgebracht naar de Sint-Martinuskerk.
In dezelfde kapel leest men op een tweede gedenksteen (anno 1774), een aan Dierick Martens (...Theodorico Martino Alostano... ) gewijde en in ‘t latijn geschreven tekst, die het rechtop zetten van de genoemde grafzerk motiveert.
Dierick Martens voerde anno 1473 in Aalst de boekdrukkunst ‘met losse letters’ in. Zijn standbeeld, (werk van Jan Geefs) opgericht op 6 juli 1856, bevindt zich op de Grote Markt van Aalst, op een boogscheut van de Sint-Martinuskerk.

### Viering
De viering wordt gedomineerd door de houten gebeeldhouwde preekstoel, tussen 1806 en 1810 gebouwd door de Aalstenaar Willem van Biscom.
Vele glasramen versieren de kerk, inzonderheid de zijkapellen.
De meest opmerkelijke zijn:
- De verering van Onze Lieve Vrouw ter Druiven (anno 1929) in de noordelijke kruisbeuk;
- Het leven van Sint-Martinus (anno 1912) (door Joseph Casier) in de zuidelijke kruisbeuk;
- De heiligen Witgerus, Josephus, Bavo, Amalberga, Raineldis, Emebertus, Gudula en Pharaïldis.

### Kruisbeuk

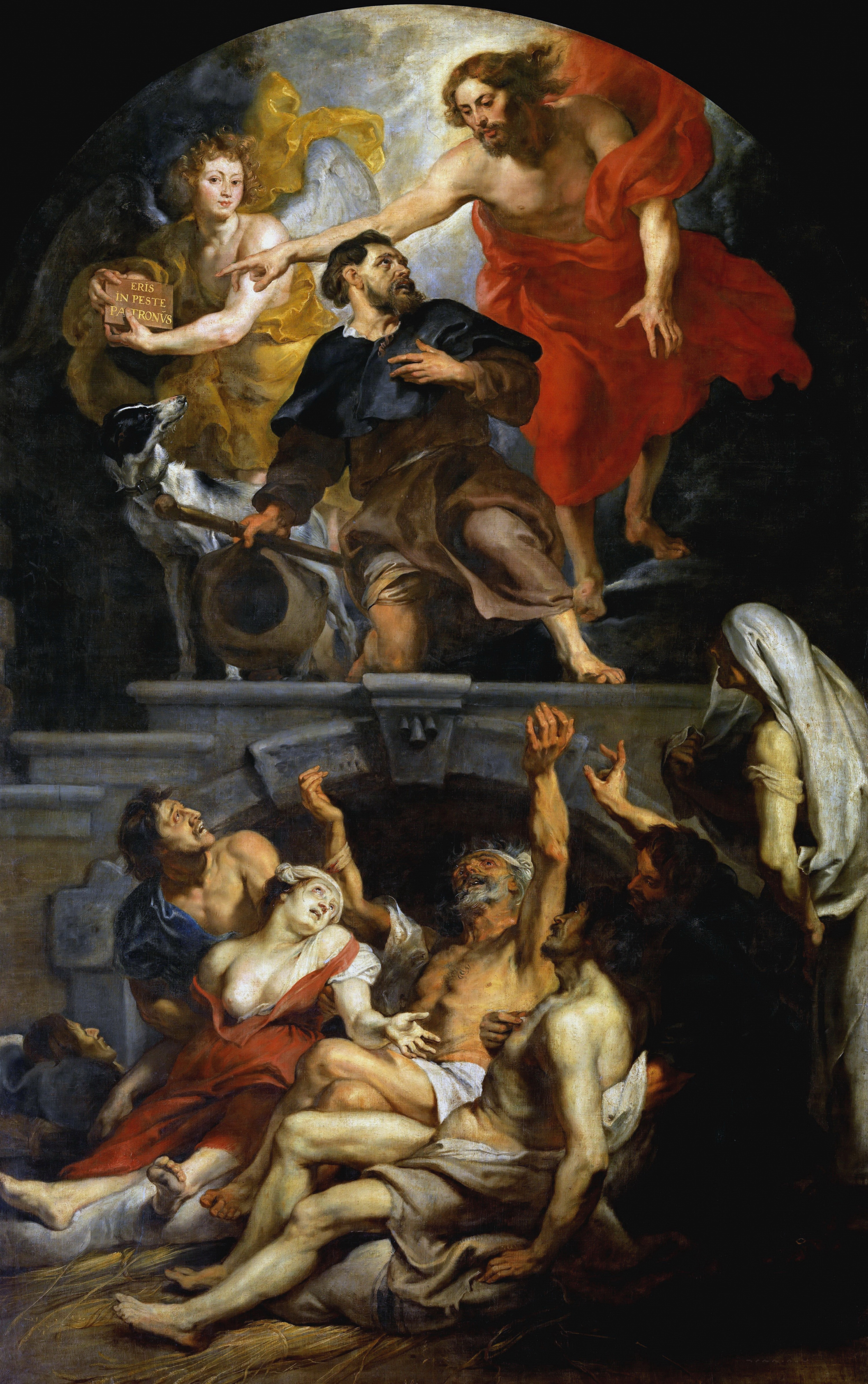
Heilige Rochus door Christus aangesteld tot patroon van de pestlijders (Rubens, 1623-26)

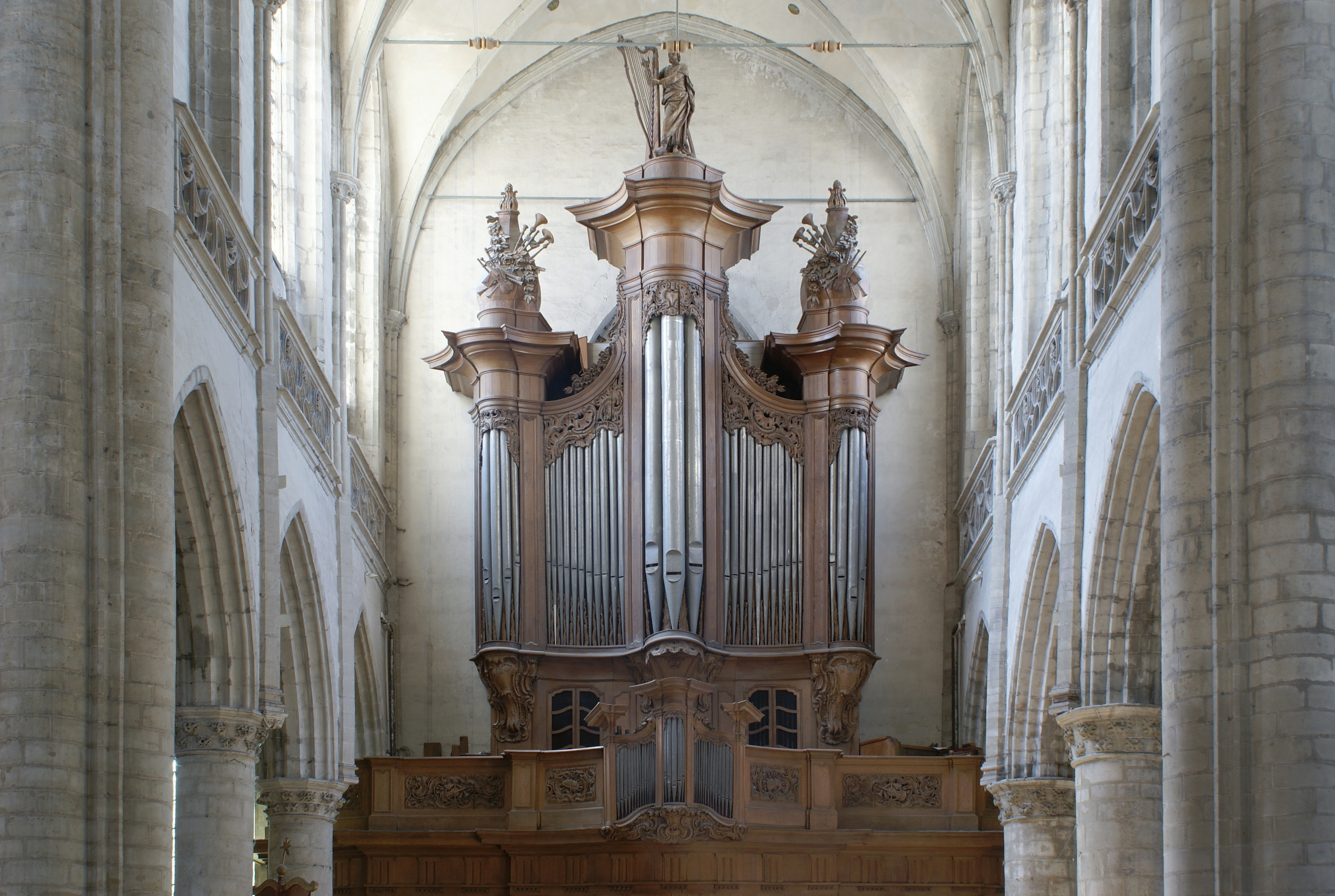
Doksaal en Van Peteghemorgel (Anno 1758)

Zeer imposant zijn de volgende schilderijen:
- De bekering van de Heilige Hubertus, destijds toegeschreven aan Jan Boekhorst (° 1604 †1668);
- De Heilige Simon Stock, patroon der Carmelieten, ontvangt het Scapulier uit handen van Onze Lieve Vrouw (circa 1650) door Gaspar De Crayer (° 1582 of 1585, †1669);
- Heilige Rochus door Christus aangesteld tot patroon van de pestlijders door Pieter Pauwel Rubens (° 1577 †1640)[9] (Vlaamse Meesters in Situ);
- De Heilige Martinus wekt een dode tot leven door Godfried Maes (° 1649, †1700).

De beide kruisbeuken zijn uitgerust met een kerkmeestergestoelte waarvoor het timmerwerk gedaan werd door J.B. Eyckerman en het beeldhouwwerk door Jan-Baptiste de Coene (1783).
De lambrisering van dit gestoelte werd versierd met geschilderde taferelen:
- voor de zuidelijke kruisbeuk, tussen 1780 en 1785, door Jan de Landtsheer (Baasrode);
- voor de noordelijke kruisbeuk, door Jan de Landtsheer, Fr. De Gernier (Geraardsbergen) (1785) en J. Du Tilleux (1792).

In de noordelijke kruisbeuk treft men een sculptuur aan, dat de H. Martinus voorstelt die zijn mantel schenkt aan een hulpbehoevende bedelaar. Het beeld werd in 1950 uit hout gesneden door F. Lemaître.

### Doksaal
Het doksaal, gebouwd in 1758, is -voor wat het timmerwerk aangaat- het oeuvre van J.B. Kieckens uit Aalst. De plannen werden getekend door Broeder Alipius (een Augustijn uit Brussel), en het houtsnijwerk werd uitgevoerd door Marten Mattelet (Namur).
Het Van Peteghemorgel, uit hetzelfde jaar, werd gebouwd naar de plannen van E.H. Raick (Antwerpen) en Boutmy (Gent). Het werd in 1912 vernieuwd door Jozef Stevens, orgelbouwer uit Duffel.

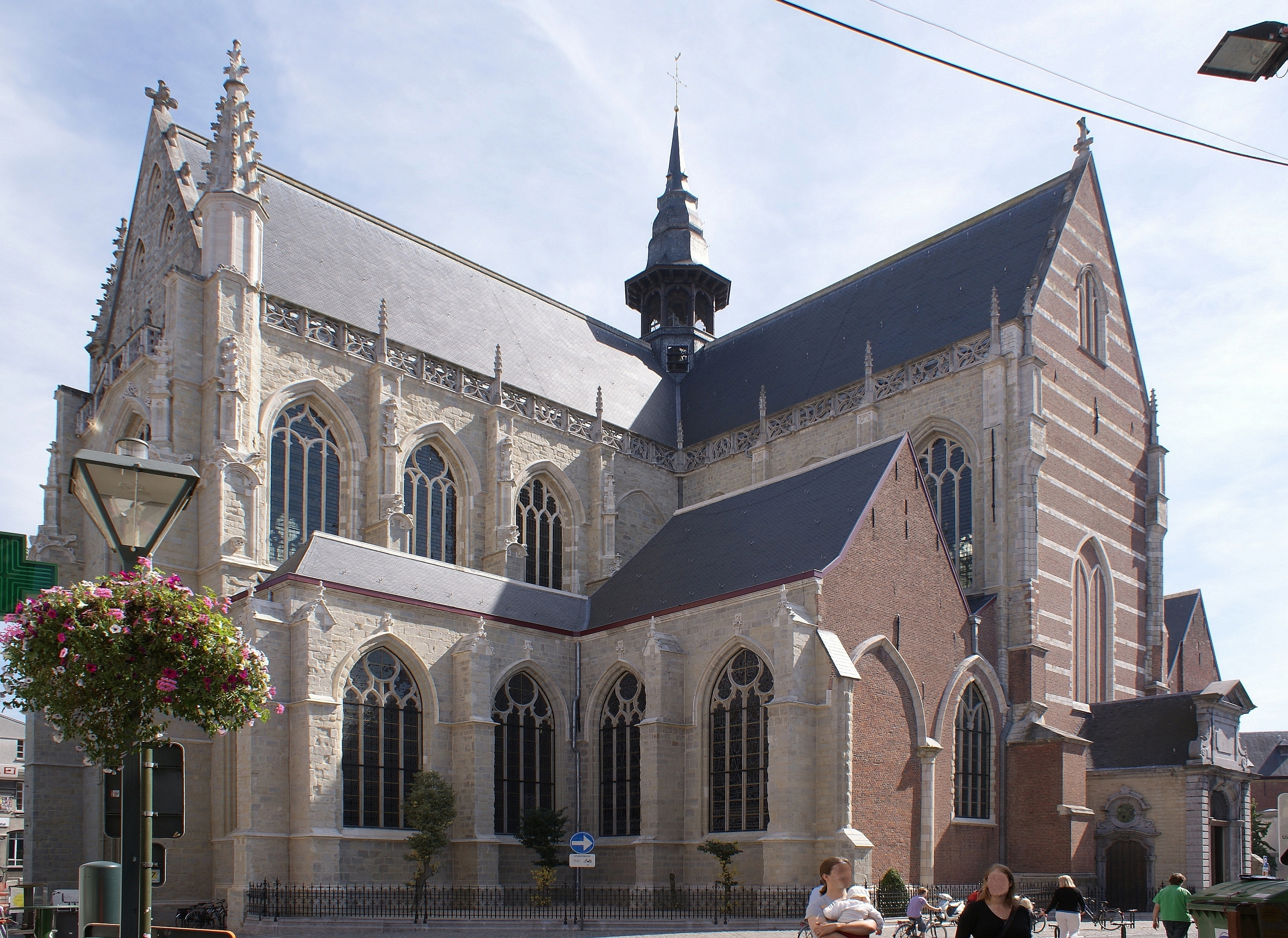
Buitenaanzicht
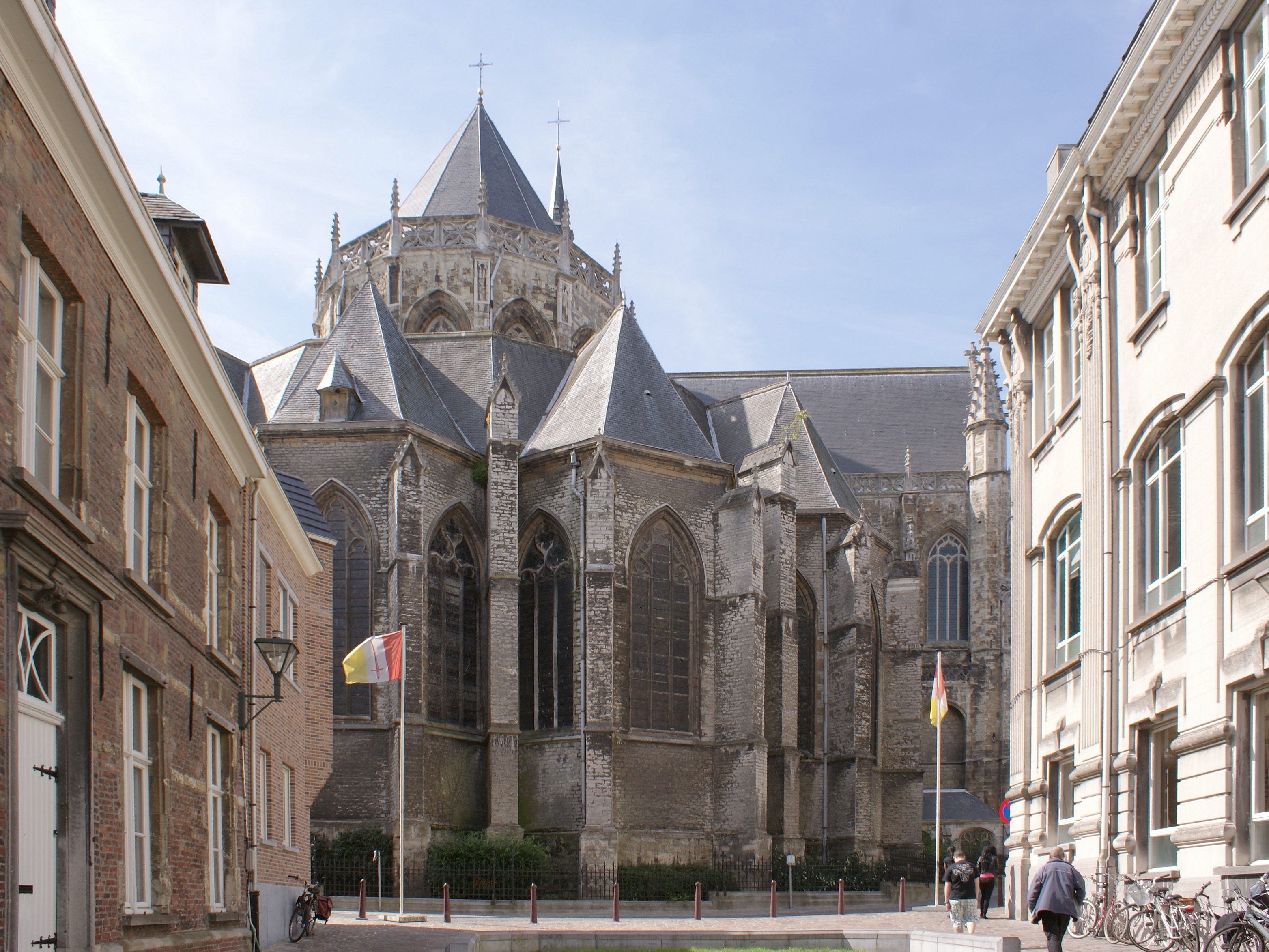
Buitenaanzicht
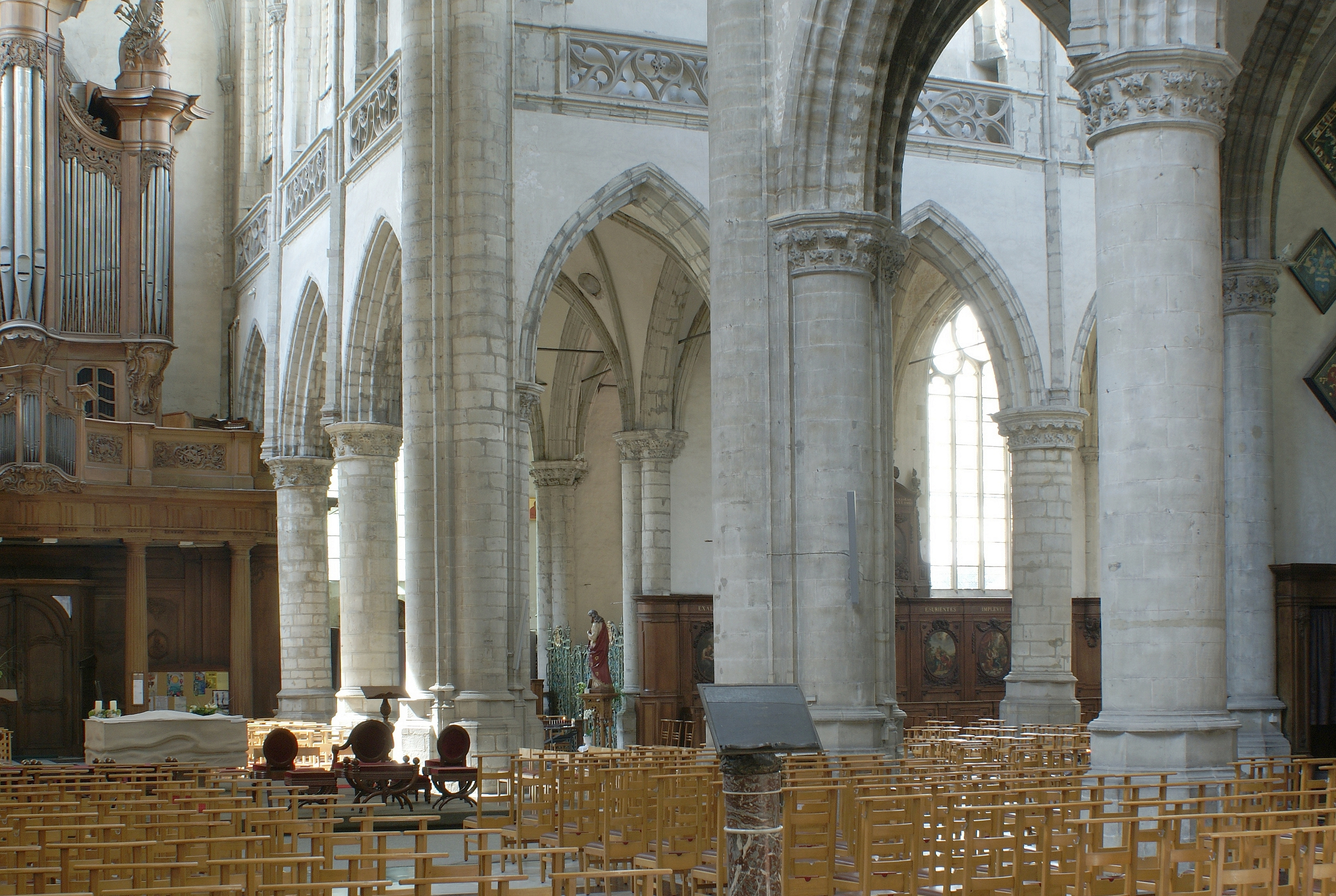
Interieur
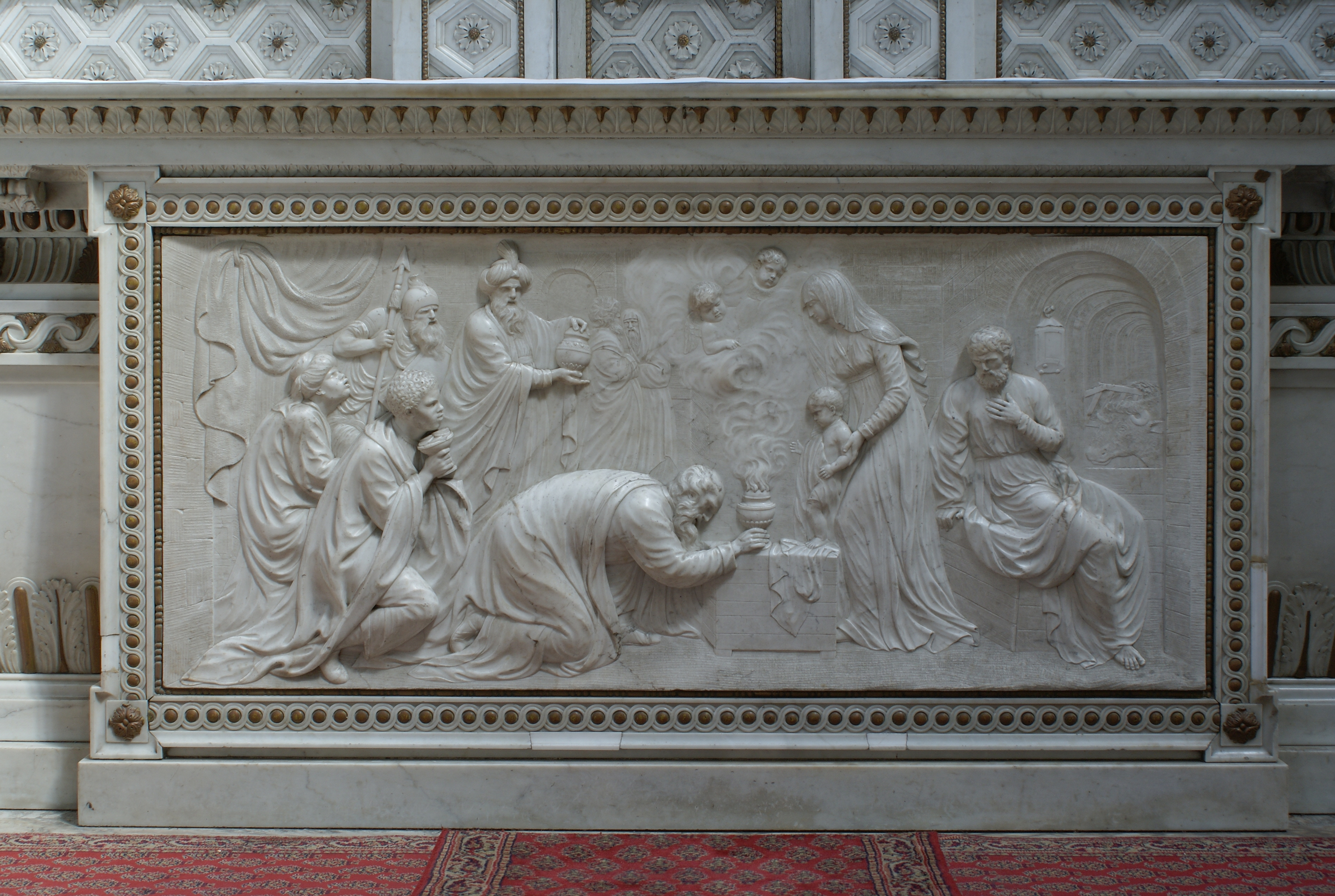
Antependium van het altaar
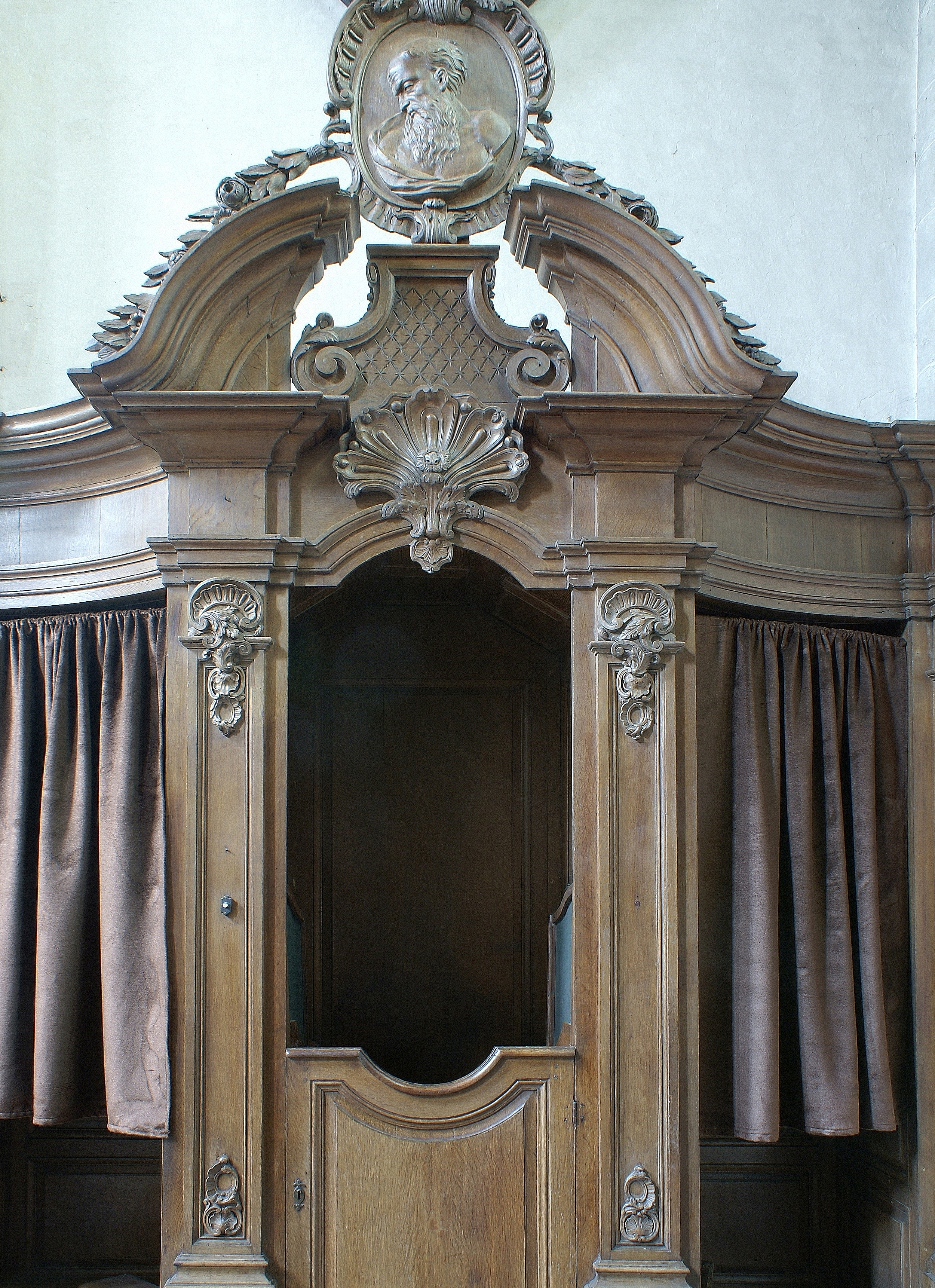
Biechtstoel (detail)